# Bob na Zimskih olimpijskih igrah 1976
Bob na Zimskih olimpijskih igrah 1976.

## Rezultati

### Dvosed
| Poz | Ekipa                                                    | Čas     |
| --- | -------------------------------------------------------- | ------- |
| 1   | Vzhodna Nemčija (Meinhard Nehmer, Bernhard Germeshausen) | 3:44,42 |
| 2   | Zahodna Nemčija (Wolfgang Zimmerer, Manfred Schumann)    | 3:44,99 |
| 3   | Švica (Erich Schärer, Josef Benz)                        | 3:45,70 |

### Štirised
| Poz | Ekipa                                                                                     | Čas     |
| --- | ----------------------------------------------------------------------------------------- | ------- |
| 1   | Vzhodna Nemčija (Meinhard Nehmer, Jochen Babock, Bernhard Germeshausen, Bernhard Lehmann) | 3:40,43 |
| 2   | Švica (Erich Schärer, Ulrich Bächli, Rudolf Marti, Josef Benz)                            | 3:40,89 |
| 3   | Zahodna Nemčija (Wolfgang Zimmerer, Peter Utzschneider, Bodo Bittner, Manfred Schumann)   | 3:41,37 |